# Mahmud al-Mabhuh
Maḥmūd al-Mabḥūḥ (in arabo محمود المبحوح‎?; Jabalya, 14 febbraio 1960 – Dubai, 19 gennaio 2010) è stato il capo della logistica e dell'approvvigionamento di armi delle Brigate Ezzedin al-Qassam, il braccio armato di Hamas nella Striscia di Gaza.

## Biografia
Al-Mabḥūḥ è stato trovato morto in una stanza d'albergo nel gennaio 2010. Il capo della polizia di Dubai dichiarò che era quasi certo che l'agenzia di spionaggio israeliano Mossad fosse dietro l'omicidio.
Al-Mabḥūḥ - che era stato tra i fondatori del braccio armato di Ḥamās, le Brigate ʿIzz al-Dīn al-Qassām e loro comandante - era coinvolto in numerose azioni armate che avevano avuto come obiettivo Israele, incluso il sequestro e l'uccisione di due soldati israeliani nel 1989. In anni più recenti, al-Mabḥūḥ aveva assunto un ruolo fondamentale nel procurare armi alle Brigate ʿIzz al-Dīn al-Qassām. Nel 2010, i giornalisti israeliani Yossi Melman e Dan Raviv affermarono che al-Mabḥūḥ aveva giocato segretamente un ruolo-chiave nello sviluppo dei collegamenti tra il governo di Ḥamās a Gaza e la Forza al-Quds del Corpo delle Guardie della rivoluzione islamica (i Pasdaran) in Iran.
Al-Mabḥūḥ fu assassinato con un "omicidio mirato" nell'hotel a cinque stelle Al Bustan (Il Giardino) di Dubai il 19 gennaio del 2010, dopo essere arrivato in mattinata con un aereo nella città di Dubai (Emirati Arabi Uniti), proveniente dalla Siria sotto nome falso, usando svariati passaporti. Come dichiarato dalla polizia locale, Al-Mabḥūḥ venne drogato e poi soffocato con un cuscino.

## Cultura di massa
La serie televisiva False Flag è basata sul suo omicidio avvenuto a Dubai nel 2010.